# بايك رود
بايك رود (بالإنجليزية: Pike Road)‏ هي مدينة أمريكية تقع في ولاية ألاباما.تبلغ مساحة هذه المدينة 82.8 (كم²)،ويبلغ عدد سكانها 5406 نسمة حسب إحصاء سنة 2010 م.تشير الإحصاءات بأن الكثافة السكانية في هذه المدينة تقدر بـ(65.3) نسمة/كم2.

## التركيبة السكانية
حدّد مكتب تعداد الولايات المتحدة بيانات التركيبة السكانية لبايك رود في تعداد الولايات المتحدة. في ما يلي، التركيبة السكانية حسب تعدادي 2000 و2010.

### تعداد عام 2000
بلغ عدد سكان بايك رود 310 نسمة بحسب تعداد عام 2000، وبلغ عدد الأسر 110 أسرة وعدد العائلات 95 عائلة مقيمة في البلدة. في حين سجلت الكثافة السكانية 3.6 نسمة لكل كيلومتر مربع (9.3/ميل2). وبلغ عدد الوحدات السكنية 114 وحدة بمتوسط كثافة قدره 1.3 لكل كيلومتر مربع (3.4/ميل2).
وتوزع التركيب العرقي للبلدة بنسبة 59.03% من البيض و40.32% من الأمريكيين الأفارقة و0.32% من الأمريكيين ذوي الأصول الآسيوية و0.32% من عرقين مختلطين أو أكثر.
بلغ عدد الأسر 110 أسرة كانت نسبة 42.7% منها لديها أطفال تحت سن الثامنة عشر تعيش معهم، وبلغت نسبة الأزواج القاطنين مع بعضهم البعض 68.2% من أصل المجموع الكلي للأسر، ونسبة 12.7% من الأسر كان لديها معيلات من الإناث دون وجود شريك، بينما كانت نسبة 5.5% من الأسر لديها معيلون من الذكور دون وجود شريكة وكانت نسبة 13.6% من غير العائلات. تألفت نسبة 12.7% من أصل جميع الأسر من عدة أفراد يعيشون في نفس المنزل ونسبة 2.7% كانت تتألف من شخص يعيش بمفرده يبلغ من العمر 65 عاماً أو أكثر. وبلغ متوسط حجم الأسرة المعيشية 2.82، أما متوسط حجم العائلات فبلغ 3.07.
بلغ العمر الوسطي للسكان 40.5 عاماً. وكانت نسبة 25.8% من القاطنين تحت سن الثامنة عشر، وكانت نسبة 8.7% بين الثامنة عشر والرابعة والعشرين عاماً، ونسبة 24.8% كانت واقعةً في الفئة العمرية ما بين الخامسة والعشرين والرابعة والأربعين عاماً، ونسبة 33.5% كانت ما بين الخامسة والأربعين والرابعة والستين، ونسبة 7.1% كانت ضمن فئة الخامسة والستين عاماً فما فوق. يوجد لكل 100 أنثى 96.2 ذكر، ويوجد لكل 100 أنثى في الثامنة عشر من عمرها فما فوق 101.8 ذكر.
بلغ متوسط دخل الأسرة في البلدة 86,492 دولارًا، أما متوسط دخل العائلة فبلغ 105,116 دولارًا. وكان متوسط دخل الذكور 88,307 دولارًا مقابل 17,321 دولارًا للإناث. وسجل دخل الفرد الخاص بالبلدة 36,912 دولارًا. وكانت نسبة 13.7% من العائلات ونسبة 19.8% من السكان تحت خط الفقر، وكان من هؤلاء نسبة 38.6% تحت سن الثامنة عشر ونسبة 0% في الخامسة والستين من العمر وما فوق.

### تعداد عام 2010
بلغ عدد سكان بايك رود 5,406 نسمة بحسب تعداد عام 2010، وبلغ عدد الأسر 1,933 أسرة وعدد العائلات 1,606 عائلة مقيمة في البلدة. في حين سجلت الكثافة السكانية 62.2 نسمة لكل كيلومتر مربع (161.1/ميل2). وبلغ عدد الوحدات السكنية 2,064 وحدة بمتوسط كثافة قدره 23.8 لكل كيلومتر مربع (61.6/ميل2).
وتوزع التركيب العرقي للبلدة بنسبة 68.48% من البيض و28.69% من الأمريكيين الأفارقة و0.13% من الأمريكيين الأصليين و1.41% من الأمريكيين ذوي الأصول الآسيوية و0.04% من سكان جزر المحيط الهادئ و0.50% من الأعراق الأخرى و0.76% من عرقين مختلطين أو أكثر و1.28% من الهسبانيون أو اللاتينيون من أي عرق.
بلغ عدد الأسر 1,933 أسرة كانت نسبة 41.1% منها لديها أطفال تحت سن الثامنة عشر تعيش معهم، وبلغت نسبة الأزواج القاطنين مع بعضهم البعض 71.4% من أصل المجموع الكلي للأسر، ونسبة 8.9% من الأسر كان لديها معيلات من الإناث دون وجود شريك، بينما كانت نسبة 2.7% من الأسر لديها معيلون من الذكور دون وجود شريكة وكانت نسبة 16.9% من غير العائلات. تألفت نسبة 14.4% من أصل جميع الأسر من عدة أفراد يعيشون في نفس المنزل ونسبة 4.2% كانت تتألف من شخص يعيش بمفرده يبلغ من العمر 65 عاماً أو أكثر. وبلغ متوسط حجم الأسرة المعيشية 2.80، أما متوسط حجم العائلات فبلغ 3.09.
بلغ العمر الوسطي للسكان 39.7 عاماً. وكانت نسبة 26.5% من القاطنين تحت سن الثامنة عشر، وكانت نسبة 6.3% بين الثامنة عشر والرابعة والعشرين عاماً، ونسبة 25.6% كانت واقعةً في الفئة العمرية ما بين الخامسة والعشرين والرابعة والأربعين عاماً، ونسبة 31.4% كانت ما بين الخامسة والأربعين والرابعة والستين، ونسبة 10.1% كانت ضمن فئة الخامسة والستين عاماً فما فوق. وتوزع التركيب الجنسي للسكان بنسبة 49.9% ذكور و50.1% إناث.